# Jasdaq
Le Jasdaq est une bourse d'actions japonaises qui a été créée en 1991 pour faciliter l’accès au marché financier à de jeunes entreprises japonaises à fort potentiel de croissance mais qui ont des besoins de financement.

## Histoire
En 1963, la « Japan Securities Dealers Association » regroupant les courtiers japonais crée un marché boursier parallèle sous forme électronique, qu'elle confie à une société privée, la Japan OTC Securities en 1976, dont le système de cotation devient opérationnel en 1991.
En 2004, le JASDAQ devient officiellement une bourse reconnue par les autorités et 2006 il discute d'une possible alliance avec son homologue américain, le Nasdaq, afin d'attirer de jeunes entreprises asiatiques sur les deux marchés. L'Association des courtiers japonais, qui détient 72 % du Jasdaq, pose de strictes conditions.
Finalement, les discussions entre les deux présidents, Takashi Tsutsui et Robert Greifeld, n'aboutissent pas et le 1er avril 2010, l'Osaka Securities Exchange le rachète, avant de fusionner en 2013 avec la Bourse de Tokyo, qui avait pour sa part refusé en 2007 de fusionner avec le Jasdaq.

## Rôle
Le terme Jasdaq est l'abréviation de Japan Association Of Securities Dealers Automated Quotation, car c'est un marché électronique qui fonctionne suivant le même principe que le Nasdaq.
Sa mission consiste à faciliter le financement des jeunes sociétés en amont, par le capital risque, dont les investisseurs peuvent ensuite vendre leurs participations sur le marché boursier après quelques années, dans une période de fort intérêt pour les jeunes sociétés.